# Christopher West
Christopher West (né en 1969) est un écrivain et conférencier américain catholique, principalement connu pour son travail et ses conférences sur la théologie du corps de Jean Paul II,,,,,,.

## Biographie
Il donne des cours depuis 1997 sur des sujets comme l'anthropologie chrétienne, la morale du Credo, les sacrements, le mariage, la sexualité et la vie de famille. Il intervient également à la radio et à la télévision. Il est l'un des principaux éducateurs à l'Institut de théologie du corps, qui offre des programmes de formation sur la  Théologie du corps.
Lui et son épouse Wendy, habitent dans le Lancaster County, en Pennsylvanie aux États-Unis et ont cinq enfants.

## Œuvres
- 2014 : Pope Francis To Go: Bite-Sized Morsels from The Joy of the Gospel eBook 2014  (ISBN 978-0-9863543-0-4)
- 2013 : Fill These Hearts: God, Sex and the Universal Longing 2013  (ISBN 9780307987136)
- 2012 : At the Heart of the Gospel: Reclaiming the Body for the New Evangelization 2012  (ISBN 978-0-307-98711-2)
- 2008 : Heaven's Song 2008  (ISBN 1-934217-46-8)
- 2007 : The Love that Satisfies 2007  (ISBN 1-934217-13-1)
- 2007 : Theology of the Body Explained : A Commentary on John Paul II's Man and Woman He Created Them 2007  (ISBN 0-8198-7425-6)
- 2004 : Theology of the Body for Beginners, 2004  (ISBN 1-932645-34-9)
- 2004 : Good News About Sex and Marriage 2004  (ISBN 0-86716-619-3)
  - 2014 : En français Bonnes nouvelles sur le sexe et le mariage, Éditions de l'Emmanuel,  (ISBN 978-2-353-89286-0)
- 2003 : Theology of the Body Explained : A Commentary on John Paul II's "Gospel of the Body" 2003  (ISBN 0-8198-7410-8)